# Test F1 2017
Questa voce raccoglie un approfondimento sui test effettuati nell'ambito del campionato 2017 di Formula 1.

## Calendario
I test interstagionali si terranno, in due sole sessioni, entrambe sul Circuito di Barcellona, dal 27 febbraio al 2 marzo, e dal 7 al 10, dello stesso mese.
Non viene accettata la proposta della Mercedes di effettuare i test invernali anche sulla pista di Manama, e non solo sul Circuito di Barcellona. Per poter effettuare dei test al di fuori d'Europa è necessario il consenso della maggioranza dei team.
In merito ai test durante la stagione, sono stabilite due sessioni: la prima, il 18 e 19 aprile, sul Circuito di Manama, subito dopo il Gran Premio del Bahrein, mentre la seconda si effettuerà il 1º e 2 agosto, sull'Hungaroring, all'indomani del Gran Premio d'Ungheria. È prevista, infine, una terza sessione, da disputarsi sul Circuito di Yas Marina, il 28 e 29 novembre, dopo la fine della stagione, che avrà come scopo quello di testare le gomme ideate per la stagione 2018. Durante i test intrastagionali, le scuderie dovranno testare, per almeno due giorni sui quattro totali concessi, piloti che abbiano corso meno di tre gran premi in F1.
Al fine di consentire il test delle nuove gomme, che la Pirelli, fornisce a partire dalla stagione 2017, il Consiglio Mondiale della FIA ha stabilito 25 giornate di prove, con le vetture di F1 del 2016, da effettuarsi durante le stagioni 2016, 2017 e 2018. Già nel corso del 2016 vi è stata la possibilità di testare le mescole 2017, ma su pneumatici della misura di quelli del 2016, e su vetture delle stagioni 2013 e 2014. Per il 2017 la FIA ha connesso un test, per gomme da bagnato, che si terrà sul Circuito di Fiorano, nella prima metà di febbraio, oltre alle altre 25 giornate di test, per testare le gomme ideate per il 2018. È stato anche stabilito, che nella prima sessione di test prestagionali, l'ultima giornata verrà effettuata su pista bagnata artificialmente, qualora il resto della sessione si tenga su pista asciutta.

### Barcellona (febbraio-marzo 2017)
- Barcellona, Circuito di Catalogna, 27 febbraio-2 marzo 2017.

### Barcellona (marzo 2017)
- Barcellona, Circuito di Catalogna, 7-10 marzo 2017.

### Sakhir (aprile 2017)
- Sakhir, Bahrain International Circuit, 18 e 19 aprile 2017.

### Mogyoród (agosto 2017)
- Mogyoród, Hungaroring, 1º e 2 agosto 2017.

## Primo test di Barcellona

### Formazione piloti
| Team        | 27 febbraio      | 28 febbraio        | 1º marzo          | 2 marzo            |
| ----------- | ---------------- | ------------------ | ----------------- | ------------------ |
| Mercedes    | Valtteri Bottas  | Lewis Hamilton     | Valtteri Bottas   | Lewis Hamilton     |
| Mercedes    | Lewis Hamilton   | Valtteri Bottas    | Lewis Hamilton    | Valtteri Bottas    |
| Red Bull    | Daniel Ricciardo | Max Verstappen     | Daniel Ricciardo  | Daniel Ricciardo   |
| Red Bull    | Daniel Ricciardo | Max Verstappen     | Daniel Ricciardo  | Max Verstappen     |
| Ferrari     | Sebastian Vettel | Kimi Räikkönen     | Sebastian Vettel  | Kimi Räikkönen     |
| Force India | Sergio Pérez     | Esteban Ocon       | Alfonso Celis Jr. | Sergio Pérez       |
| Force India | Sergio Pérez     | Esteban Ocon       | Alfonso Celis Jr. | Esteban Ocon       |
| Williams    | Felipe Massa     | Lance Stroll       | Lance Stroll      | Felipe Massa       |
| McLaren     | Fernando Alonso  | Stoffel Vandoorne  | Fernando Alonso   | Stoffel Vandoorne  |
| Toro Rosso  | Carlos Sainz Jr. | Daniil Kvjat       | Daniil Kvjat      | Daniil Kvjat       |
| Toro Rosso  | Carlos Sainz Jr. | Daniil Kvjat       | Carlos Sainz Jr.  | Carlos Sainz Jr.   |
| Haas        | Kevin Magnussen  | Kevin Magnussen    | Romain Grosjean   | Romain Grosjean    |
| Renault     | Nico Hülkenberg  | Jolyon Palmer      | Jolyon Palmer     | Nico Hülkenberg    |
| Renault     | Nico Hülkenberg  | Jolyon Palmer      | Nico Hülkenberg   | Jolyon Palmer      |
| Sauber      | Marcus Ericsson  | Antonio Giovinazzi | Marcus Ericsson   | Antonio Giovinazzi |

### Resoconto prima giornata
- Meteo: Soleggiato

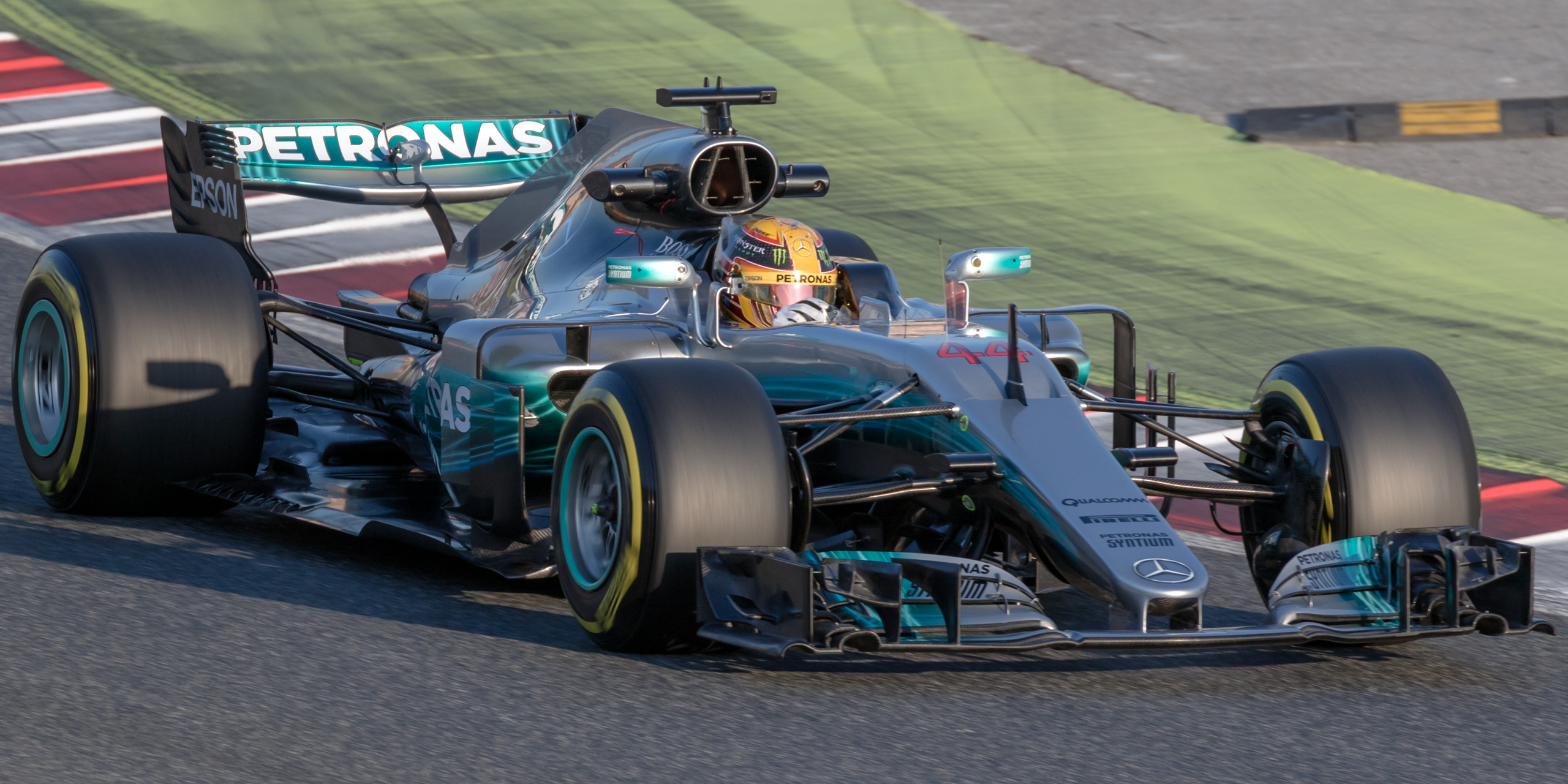
Lewis Hamilton è autore del miglior tempo della prima giornata con la Mercedes AMG F1 campione del mondo costruttori in carica.

La prima giornata di prove si è disputata dalle ore 9:00 alle ore 13:00 e dalle ore 14:00 alle ore 18:00. Ha visto un'attività regolare, salvo l'interruzione con bandiera rossa, nella mattinata, per la fermata in pista della Red Bull RB13 di Daniel Ricciardo. Anche in McLaren hanno avuto problemi tecnici che hanno costretto la squadra inglese e Fernando Alonso a saltare tutta la sessione della mattina. Problemi nel pomeriggio anche per la Force India.
Mercedes è stata l'unica squadra a schierare due piloti; in mattinata Valtteri Bottas e al pomeriggio Lewis Hamilton.
Miglior tempo di Lewis Hamilton su Mercedes in 1'21"765 su mescola morbida; dietro di lui, ad un decimo, Sebastian Vettel su Ferrari, ma con mescola media. Vettel aveva ottenuto il miglior tempo nella frazione mattutina delle prove; terzo Felipe Massa su Williams, staccato di 3 decimi, con mescola morbida.

#### Risultati
| 1  | Lewis Hamilton   | 44 | Mercedes             | 1'21"765 | 73  | Morbide | Morbide | Morbide |
| 2  | Sebastian Vettel | 5  | Ferrari              | 1'21"878 | 128 | Medie   | Medie   | Medie   |
| 3  | Felipe Massa     | 19 | Williams-Mercedes    | 1'22"076 | 103 | Morbide | Morbide | Morbide |
| 4  | Kevin Magnussen  | 20 | Haas-Ferrari         | 1'23"894 | 51  | Morbide | Morbide | Morbide |
| 5  | Daniel Ricciardo | 3  | Red Bull-TAG Heuer   | 1'22"926 | 50  | Morbide | Morbide | Morbide |
| 6  | Valtteri Bottas  | 77 | Mercedes             | 1'23"169 | 79  | Morbide | Morbide | Morbide |
| 7  | Sergio Pérez     | 11 | Force India-Mercedes | 1'23"709 | 39  | Morbide | Morbide | Morbide |
| 8  | Carlos Sainz Jr. | 55 | Toro Rosso-Renault   | 1'24"494 | 51  | Medie   | Medie   | Medie   |
| 9  | Nico Hülkenberg  | 27 | Renault              | 1'24"784 | 57  | Medie   | Medie   | Medie   |
| 10 | Fernando Alonso  | 14 | McLaren-Honda        | 1'24"852 | 29  | Morbide | Morbide | Morbide |
| 11 | Marcus Ericsson  | 9  | Sauber-Ferrari       | 1'26"841 | 72  | Medie   | Medie   | Medie   |

#### Giri per squadra
| Pos | Squadra              | Pilota/i                       | Giri |
| --- | -------------------- | ------------------------------ | ---- |
| 1   | Mercedes             | Valtteri Bottas Lewis Hamilton | 152  |
| 2   | Ferrari              | Sebastian Vettel               | 128  |
| 3   | Williams-Mercedes    | Felipe Massa                   | 103  |
| 4   | Sauber-Ferrari       | Marcus Ericsson                | 72   |
| 5   | Renault              | Nico Hülkenberg                | 57   |
| 6   | Haas-Ferrari         | Kevin Magnussen                | 51   |
| 7   | Toro Rosso-Renault   | Carlos Sainz Jr.               | 51   |
| 8   | Red Bull-TAG Heuer   | Daniel Ricciardo               | 50   |
| 9   | Force India-Mercedes | Sergio Pérez                   | 39   |
| 10  | McLaren-Honda        | Fernando Alonso                | 29   |

### Resoconto seconda giornata
- Meteo: nuvoloso con schiarite

La seconda giornata di prove è stata all'insegna della Mercedes, capace di completare 167 giri, oltre che completare una simulazione di gara con Bottas, autore, inoltre, di un fuori pista, con lieve contatto con le barriere, ma senza riportare danni alla vettura.
Ancora problemi, invece, per la McLaren-Honda. Un guasto, ancora al propulsore, costringe Vandoorne a saltare la mattinata. Stroll, al debutto con la Williams, completa solo 12 giri, poiché in un'uscita di pista, alla mattina, ha rovinato la vettura. In Williams, senza pezzi di ricambio, sono costretti ad abbandonare la pista per tutto il resto della giornata.
Debutto con una vettura di Formula 1, in stagione in corso, per Antonio Giovinazzi. L'italiano, però è vittima di problemi che implicano la sostituzione dell'unità motrice Ferrari. Questi costringono a saltare le prove della mattina, per poi riuscire, comunque ad effettuare 66 giri al pomeriggio.
Räikkönen ottiene il miglior tempo di giornata, più veloce anche del crono di Hamilton del giorno precedente, in 1'20"960, con gomme morbide. Il finlandese era alla guida con una forma febbrile, ma nonostante questo ha completato 108 giri. Secondo Hamilton staccato di 23 millesimi, tempo ottenuto, però, con gomme a mescola supermorbida. Terzo Verstappen ad 1 secondo e 240 millesimi da Räikkönen, con gomme morbide.

#### Risultati
| 1  | Kimi Räikkönen     | 7  | Ferrari              | 1'20"960 | 108 | Morbide      | Morbide      | Morbide      |
| 2  | Lewis Hamilton     | 44 | Mercedes             | 1'20"983 | 66  | Supermorbide | Supermorbide | Supermorbide |
| 3  | Max Verstappen     | 33 | Red Bull-TAG Heuer   | 1'22"200 | 89  | Morbide      | Morbide      | Morbide      |
| 4  | Kevin Magnussen    | 20 | Haas-Ferrari         | 1'22"204 | 118 | Supermorbide | Supermorbide | Supermorbide |
| 5  | Esteban Ocon       | 31 | Force India-Mercedes | 1'22"509 | 86  | Supermorbide | Supermorbide | Supermorbide |
| 6  | Daniil Kvjat       | 26 | Toro Rosso-Renault   | 1'22"956 | 68  | Morbide      | Morbide      | Morbide      |
| 7  | Valtteri Bottas    | 77 | Mercedes             | 1'22"986 | 102 | Morbide      | Morbide      | Morbide      |
| 8  | Jolyon Palmer      | 30 | Renault              | 1'24"139 | 53  | Morbide      | Morbide      | Morbide      |
| 9  | Antonio Giovinazzi | 36 | Sauber-Ferrari       | 1'24"617 | 67  | Morbide      | Morbide      | Morbide      |
| 10 | Stoffel Vandoorne  | 2  | McLaren-Honda        | 1'25"600 | 40  | Morbide      | Morbide      | Morbide      |
| 11 | Lance Stroll       | 18 | Williams-Mercedes    | 1'26"040 | 12  | Medie        | Medie        | Medie        |

#### Giri per squadra
| Pos | Squadra              | Pilota/i                       | Giri |
| --- | -------------------- | ------------------------------ | ---- |
| 1   | Mercedes             | Valtteri Bottas Lewis Hamilton | 168  |
| 2   | Haas-Ferrari         | Kevin Magnussen                | 118  |
| 3   | Ferrari              | Kimi Räikkönen                 | 108  |
| 4   | Red Bull-TAG Heuer   | Max Verstappen                 | 89   |
| 5   | Force India-Mercedes | Esteban Ocon                   | 86   |
| 6   | Toro Rosso-Renault   | Daniil Kvjat                   | 68   |
| 7   | Sauber-Ferrari       | Antonio Giovinazzi             | 67   |
| 8   | Renault              | Jolyon Palmer                  | 53   |
| 9   | McLaren-Honda        | Stoffel Vandoorne              | 40   |
| 10  | Williams-Mercedes    | Lance Stroll                   | 12   |

### Resoconto terza giornata
- Meteo: soleggiato

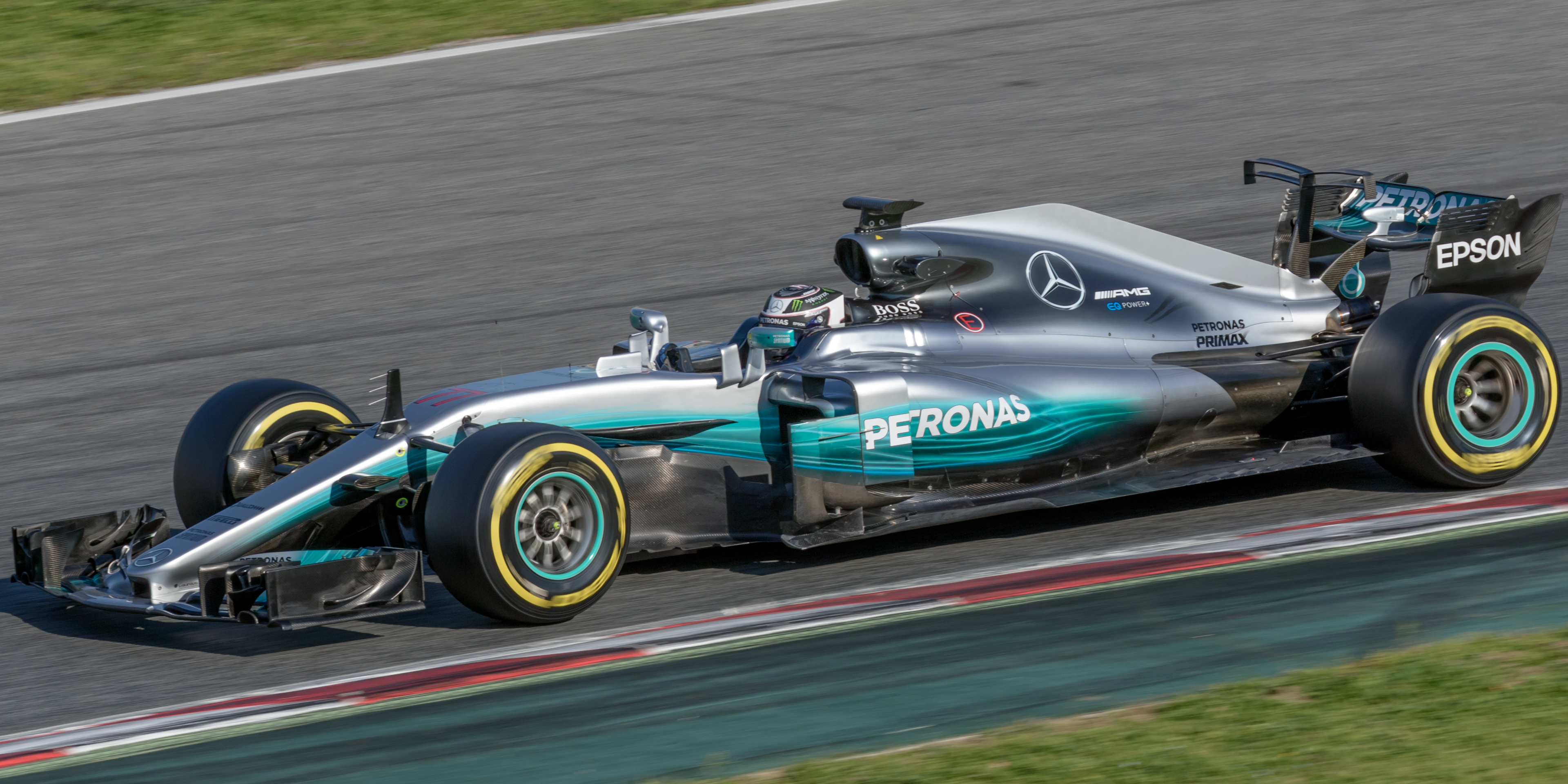
Valtteri Bottas, debuttante in questa stagione su Mercedes, ottiene il miglior tempo della terza giornata al volante della W08.

La terza giornata vede alcuni avvicendamenti fra i piloti, rispetto al programma originale. Stroll gira al posto di Massa, dopo i soli 12 giri della giornata precedente. Ci doveva essere l'alternanza Ericsson - Giovinazzi fra mattino e pomeriggio, per la Sauber, ma sarà il solo Ericsson a prendere parte alla giornata di prove.
La sessione è interrotta da 4 bandiere rosse. La prima, in mattinata, per il fuori pista, con testacoda, di Palmer in curva 3. Le altre tre il pomeriggio; per l'uscita di pista di Carlos Sainz Jr., in curva 4; mentre, pochi minuti dopo, per l'incidente di Stroll, finito contro le barriere interne in uscita di curva 5; a fine sessione per un fermo in pista, sul rettilineo principale, di Sebastian Vettel, che aveva, però, completato 136 giri, fino a quel momento.
Miglior tempo per Bottas in 1'19"705, con gomme ultramorbide. Segue Vettel a 2 decimi ma con gomme morbide, terzo Daniel Ricciardo ad 1 secondo e 4 decimi con gomme a mescola morbida.

#### Risultati
| 1  | Valtteri Bottas   | 77 | Mercedes             | 1'19"705 | 75  | Ultramorbide | Ultramorbide | Ultramorbide |
| 2  | Sebastian Vettel  | 5  | Ferrari              | 1'19"952 | 139 | Morbide      | Morbide      | Morbide      |
| 3  | Daniel Ricciardo  | 3  | Red Bull-TAG Heuer   | 1'21"153 | 70  | Morbide      | Morbide      | Morbide      |
| 4  | Jolyon Palmer     | 30 | Renault              | 1'21"396 | 51  | Morbide      | Morbide      | Morbide      |
| 5  | Nico Hülkenberg   | 27 | Renault              | 1'21"791 | 42  | Morbide      | Morbide      | Morbide      |
| 6  | Marcus Ericsson   | 9  | Sauber-Ferrari       | 1'21"824 | 126 | Supermorbide | Supermorbide | Supermorbide |
| 7  | Lewis Hamilton    | 44 | Mercedes             | 1'22"090 | 95  | Morbide      | Morbide      | Morbide      |
| 8  | Romain Grosjean   | 8  | Haas-Ferrari         | 1'22"118 | 56  | Supermorbide | Supermorbide | Supermorbide |
| 9  | Lance Stroll      | 18 | Williams-Mercedes    | 1'22"351 | 98  | Morbide      | Morbide      | Morbide      |
| 10 | Fernando Alonso   | 14 | McLaren-Honda        | 1'22"598 | 72  | Ultramorbide | Ultramorbide | Ultramorbide |
| 11 | Carlos Sainz Jr.  | 55 | Toro Rosso-Renault   | 1'23"540 | 32  | Medie        | Medie        | Medie        |
| 12 | Alfonso Celis Jr. | 34 | Force India-Mercedes | 1'23"568 | 71  | Supermorbide | Supermorbide | Supermorbide |
| 13 | Daniil Kvjat      | 26 | Toro Rosso-Renault   | 1'23"952 | 31  | Medie        | Medie        | Medie        |

#### Giri per squadra
| Pos | Squadra              | Pilota/i                       | Giri |
| --- | -------------------- | ------------------------------ | ---- |
| 1   | Mercedes             | Lewis Hamilton Valtteri Bottas | 170  |
| 2   | Ferrari              | Sebastian Vettel               | 139  |
| 3   | Sauber-Ferrari       | Marcus Ericsson                | 126  |
| 4   | Williams-Mercedes    | Lance Stroll                   | 98   |
| 5   | Renault              | Jolyon Palmer Nico Hülkenberg  | 93   |
| 6   | McLaren-Honda        | Fernando Alonso                | 72   |
| 7   | Force India-Mercedes | Alfonso Celis Jr.              | 71   |
| 8   | Red Bull-TAG Heuer   | Daniel Ricciardo               | 70   |
| 9   | Toro Rosso-Renault   | Carlos Sainz Jr. Daniil Kvjat  | 63   |
| 10  | Haas-Ferrari         | Romain Grosjean                | 56   |

### Resoconto quarta giornata
- Meteo: soleggiato

La quarta giornata è all'insegna della simulazione in condizioni di pista bagnata. Vengono impiegate delle autocisterne per allagare la pista. I piloti scendono con gomme da bagnato, sostituendole con quelle intermedie e con gli pneumatici d'asciutto, man mano che la pista andava ad asciugarsi. La pista è stata riallagata al termine della frazione mattutina per avere asfalto bagnato all'inizio della frazione pomeridiana. Anche in questo caso la pista è andata asciugandosi. La sessione si è svolta senza interruzioni.
Dopo l'incidente di Stroll della giornata precedente, la Williams ha annunciato che, dato un danno al telaio sulla FW40, non può prendere parte alla quarta sessione di prove collettive. In Mercedes hanno problemi elettrici che costringono Hamilton a saltare tutta la mattina. Solo Bottas riuscirà a girare nel pomeriggio. La Toro Rosso completa solo un giro d'installazione, per poi rientrare; i tecnici evidenziano un problema irrisolvibile all'unità motrice Renault, la quale, necessita la sostituzione. Questo costringerà la Toro Rosso a saltare, praticamente, tutta la giornata di prove. In Red Bull hanno ancora problemi allo scarico, che fanno perdere qualche ora al mattino a Verstappen.
Räikkönen, ancora influenzato, autore anche di un testacoda, all'ultima variante, senza conseguenze, ottiene il miglior tempo con pista asciutta in 1'20"872 con gomme morbide; secondo Verstappen a 9 decimi, su gomme morbide; terzo Palmer a 9 millesimi da Verstappen, con gomme morbide.
Le prove invernali riprenderanno martedì 7 marzo, fino a venerdì 10 marzo, sempre sul circuito di Barcellona.

#### Risultati
| 1  | Kimi Räikkönen     | 7  | Ferrari              | 1'20"872    | 93  | Morbide      | Morbide      | Morbide      |
| 2  | Max Verstappen     | 33 | Red Bull-TAG Heuer   | 1'21"769    | 85  | Morbide      | Morbide      | Morbide      |
| 3  | Jolyon Palmer      | 30 | Renault              | 1'21"778    | 39  | Morbide      | Morbide      | Morbide      |
| 4  | Romain Grosjean    | 8  | Haas-Ferrari         | 1'22"309    | 118 | Supermorbide | Supermorbide | Supermorbide |
| 5  | Antonio Giovinazzi | 36 | Sauber-Ferrari       | 1'22"401    | 84  | Ultramorbide | Ultramorbide | Ultramorbide |
| 6  | Sergio Pérez       | 11 | Force India-Mercedes | 1'22"534    | 82  | Supermorbide | Supermorbide | Supermorbide |
| 7  | Stoffel Vandoorne  | 2  | McLaren-Honda        | 1'22"576    | 67  | Ultramorbide | Ultramorbide | Ultramorbide |
| 8  | Valtteri Bottas    | 77 | Mercedes             | 1'23"443    | 68  | Morbide      | Morbide      | Morbide      |
| 9  | Nico Hülkenberg    | 27 | Renault              | 1'24"974    | 51  | Morbide      | Morbide      | Morbide      |
| 10 | Daniil Kvjat       | 26 | Toro Rosso-Renault   | senza tempo | 1   | Bagnato      | Bagnato      | Bagnato      |

#### Giri per squadra
| Pos | Squadra              | Pilota/i                      | Giri |
| --- | -------------------- | ----------------------------- | ---- |
| 1   | Haas-Ferrari         | Romain Grosjean               | 118  |
| 2   | Ferrari              | Kimi Räikkönen                | 93   |
| 3   | Renault              | Jolyon Palmer Nico Hülkenberg | 90   |
| 4   | Force India-Mercedes | Sergio Pérez                  | 82   |
| 5   | Red Bull-TAG Heuer   | Max Verstappen                | 85   |
| 6   | Sauber-Ferrari       | Antonio Giovinazzi            | 84   |
| 7   | Mercedes             | Valtteri Bottas               | 68   |
| 8   | McLaren-Honda        | Stoffel Vandoorne             | 67   |
| 9   | Toro Rosso-Renault   | Daniil Kvjat                  | 1    |

### Riassunto prima quattro giorni di prove

#### Migliori tempi per squadra
| Pos | Squadra              | Pilota            | Nº | Tempo    | Gomme        | Giorno |
| --- | -------------------- | ----------------- | -- | -------- | ------------ | ------ |
| 1   | Mercedes             | Valtteri Bottas   | 77 | 1'19"705 | Ultramorbide | 3      |
| 2   | Ferrari              | Sebastian Vettel  | 5  | 1'19"952 | Morbide      | 3      |
| 3   | Red Bull-TAG Heuer   | Daniel Ricciardo  | 3  | 1'21"153 | Morbide      | 3      |
| 4   | Renault              | Jolyon Palmer     | 30 | 1'21"396 | Morbide      | 3      |
| 5   | Sauber-Ferrari       | Marcus Ericsson   | 9  | 1'21"824 | Supermorbide | 3      |
| 6   | Williams-Mercedes    | Felipe Massa      | 19 | 1'22"076 | Morbide      | 1      |
| 7   | Haas-Ferrari         | Romain Grosjean   | 8  | 1'22"118 | Supermorbide | 3      |
| 8   | Force India-Mercedes | Esteban Ocon      | 31 | 1'22"509 | Supermorbide | 2      |
| 9   | McLaren-Honda        | Stoffel Vandoorne | 2  | 1'22"576 | Ultramorbide | 4      |
| 10  | Toro Rosso-Renault   | Daniil Kvjat      | 26 | 1'22"956 | Morbide      | 2      |

#### Giri complessivi per squadra
| Pos | Squadra              | Pilota/i                                        | Giri |
| --- | -------------------- | ----------------------------------------------- | ---- |
| 1   | Mercedes             | Lewis Hamilton Valtteri Bottas                  | 558  |
| 2   | Ferrari              | Sebastian Vettel Kimi Räikkönen                 | 468  |
| 3   | Sauber-Ferrari       | Marcus Ericsson Antonio Giovinazzi              | 349  |
| 4   | Haas-Ferrari         | Romain Grosjean Kevin Magnussen                 | 343  |
| 5   | Red Bull-TAG Heuer   | Daniel Ricciardo Max Verstappen                 | 294  |
| 6   | Renault              | Nico Hülkenberg Jolyon Palmer Alfonso Celis Jr. | 293  |
| 7   | Force India-Mercedes | Sergio Pérez Esteban Ocon                       | 278  |
| 8   | Williams-Mercedes    | Felipe Massa Lance Stroll                       | 213  |
| 9   | McLaren-Honda        | Fernando Alonso Stoffel Vandoorne               | 208  |
| 10  | Toro Rosso-Renault   | Carlos Sainz Jr. Daniil Kvjat                   | 183  |

## Secondo test di Barcellona

### Formazione piloti
| Team        | 7 marzo           | 8 marzo          | 9 marzo           | 10 marzo         |
| ----------- | ----------------- | ---------------- | ----------------- | ---------------- |
| Mercedes    | Lewis Hamilton    | Valtteri Bottas  | Lewis Hamilton    | Valtteri Bottas  |
| Mercedes    | Valtteri Bottas   | Lewis Hamilton   | Valtteri Bottas   | Lewis Hamilton   |
| Red Bull    | Daniel Ricciardo  | Max Verstappen   | Daniel Ricciardo  | Max Verstappen   |
| Ferrari     | Sebastian Vettel  | Kimi Räikkönen   | Sebastian Vettel  | Kimi Räikkönen   |
| Force India | Esteban Ocon      | Sergio Pérez     | Esteban Ocon      | Sergio Pérez     |
| Williams    | Felipe Massa      | Felipe Massa     | Lance Stroll      | Lance Stroll     |
| Williams    | Felipe Massa      | Lance Stroll     | Felipe Massa      | Lance Stroll     |
| McLaren     | Stoffel Vandoorne | Fernando Alonso  | Stoffel Vandoorne | Fernando Alonso  |
| Toro Rosso  | Daniil Kvjat      | Carlos Sainz Jr. | Daniil Kvjat      | Carlos Sainz Jr. |
| Haas        | Kevin Magnussen   | Romain Grosjean  | Kevin Magnussen   | Romain Grosjean  |
| Renault     | Jolyon Palmer     | Nico Hülkenberg  | Jolyon Palmer     | Nico Hülkenberg  |
| Renault     | Nico Hülkenberg   | Jolyon Palmer    | Jolyon Palmer     | Jolyon Palmer    |
| Sauber      | Pascal Wehrlein   | Pascal Wehrlein  | Marcus Ericsson   | Marcus Ericsson  |
| Sauber      | Marcus Ericsson   | Marcus Ericsson  | Pascal Wehrlein   | Pascal Wehrlein  |

### Resoconto prima giornata
- Meteo: soleggiato

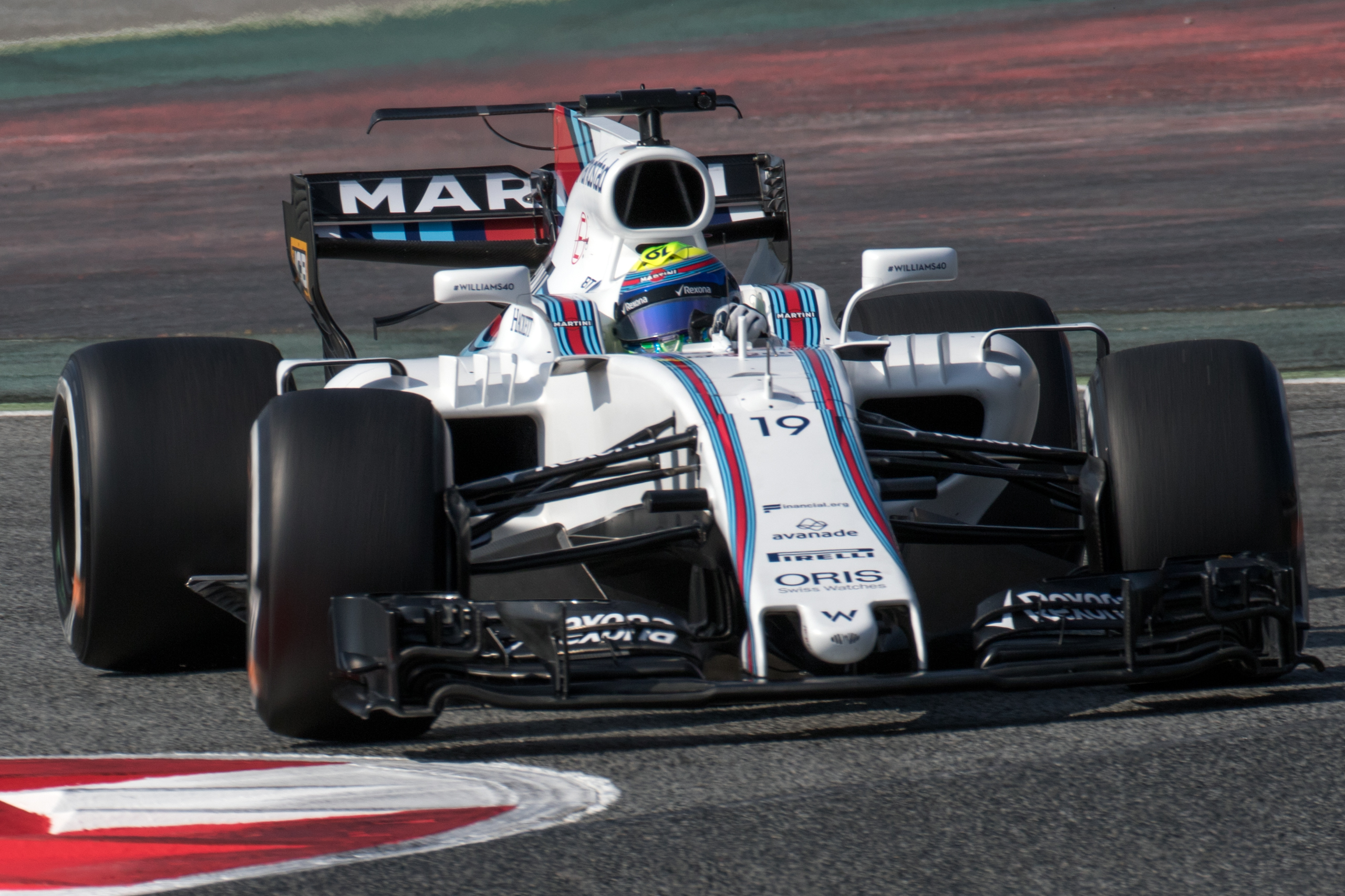
Felipe Massa, ritornato in F1 (nonostante il suo annunciato ritiro al termine della stagione 2016) per sostituire in Williams il partente Bottas, stabilisce il miglior tempo della prima giornata con la FW40.

La sessione vede Felipe Massa, al posto di Stroll. La Williams ha portato un nuovo telaio, dopo l'incidente del giovedì precedente, del pilota canadese, che aveva danneggiato la precedente scocca, facendo perdere tutta la giornata del venerdì alla squadra inglese. Torna al volante Pascal Wehrlein, dopo l'incidente nella Race of Champions, proprio con Massa. Il tedesco ritrova il volante della C36, dopo averlo lasciato all'italiano Antonio Giovinazzi, nei primi quattro giorni di prove. Wehrlein proverà solo alla mattina, però, per poi lasciare il sedile al compagno di squadra Ericsson.
La McLaren, ancora, alle prese con problemi al propulsore Honda. Dopo pochi giri di Vandoorne, i tecnici della scuderia inglese, si vedono costretti a sostituire l'ennesima unità motrice (la quarta utilizzata in queste prove di Barcellona, quando quattro è proprio il limite di unità, per tutta la stagione). Vandoorne riuscirà a girare nel pomeriggio, ma la situazione in McLaren è davvero complicata.
Hamilton, la mattina, fa un piccolo errore, con evidenti problemi di assetto, danneggiando in un fuoripista il fondo della sua Mercedes. La squadra tedesca è, così, costretta a sistemare il problema in tempo solo per far salire in vettura Bottas, nel pomeriggio.
Ad un'ora dalla fine della sessione mattutina, Palmer si ferma nella corsia box. Per la sua Renault, un problema ad un sensore. La squadra francese riuscirà a rimettere la vettura in pista con Hülkenberg nella frazione pomeridiana.
Miglior tempo per Massa in 1'19"726 con gomme supermorbide, a pochi millesimi dalla migliore prestazione in assoluto, di queste prove invernali 2017, ottenuta da Bottas; secondo Ricciardo a 2 decimi, con gomme a mescola ultramorbida; terzo Vettel a 6 millesimi dal pilota Red Bull, con gomme morbide.

#### Risultati
| 1  | Felipe Massa      | 19 | Williams-Mercedes    | 1'19"726 | 168 | Supermorbide | Supermorbide | Supermorbide |
| 2  | Daniel Ricciardo  | 3  | Red Bull-TAG Heuer   | 1'19"900 | 89  | Ultramorbide | Ultramorbide | Ultramorbide |
| 3  | Sebastian Vettel  | 5  | Ferrari              | 1'19"906 | 168 | Morbide      | Morbide      | Morbide      |
| 4  | Lewis Hamilton    | 44 | Mercedes             | 1'20"456 | 49  | Morbide      | Morbide      | Morbide      |
| 5  | Valtteri Bottas   | 77 | Mercedes             | 1'20"924 | 86  | Morbide      | Morbide      | Morbide      |
| 6  | Esteban Ocon      | 31 | Force India-Mercedes | 1'21"347 | 142 | Supermorbide | Supermorbide | Supermorbide |
| 7  | Nico Hülkenberg   | 27 | Renault              | 1'21"589 | 58  | Morbide      | Morbide      | Morbide      |
| 8  | Kevin Magnussen   | 20 | Haas-Ferrari         | 1'21"676 | 81  | Morbide      | Morbide      | Morbide      |
| 9  | Daniil Kvjat      | 26 | Toro Rosso-Renault   | 1'21"743 | 83  | Supermorbide | Supermorbide | Supermorbide |
| 10 | Stoffel Vandoorne | 2  | McLaren-Honda        | 1'22"537 | 80  | Morbide      | Morbide      | Morbide      |
| 11 | Pascal Wehrlein   | 94 | Sauber-Ferrari       | 1'23"336 | 47  | Morbide      | Morbide      | Morbide      |
| 12 | Marcus Ericsson   | 9  | Sauber-Ferrari       | 1'23"630 | 53  | Morbide      | Morbide      | Morbide      |
| 13 | Jolyon Palmer     | 30 | Renault              | 1'24"790 | 15  | Morbide      | Morbide      | Morbide      |

#### Giri per squadra
| Pos | Squadra              | Pilota/i                        | Giri |
| --- | -------------------- | ------------------------------- | ---- |
| 1   | Williams-Mercedes    | Felipe Massa                    | 168  |
| 2   | Ferrari              | Sebastian Vettel                | 168  |
| 3   | Force India-Mercedes | Esteban Ocon                    | 142  |
| 4   | Mercedes             | Lewis Hamilton Valtteri Bottas  | 135  |
| 5   | Sauber-Ferrari       | Pascal Wehrlein Marcus Ericsson | 100  |
| 6   | Red Bull-TAG Heuer   | Daniel Ricciardo                | 89   |
| 7   | Toro Rosso-Renault   | Daniil Kvjat                    | 83   |
| 8   | Haas-Ferrari         | Kevin Magnussen                 | 81   |
| 9   | McLaren-Honda        | Stoffel Vandoorne               | 80   |
| 10  | Renault              | Nico Hülkenberg Jolyon Palmer   | 73   |

### Resoconto seconda giornata
- Meteo: soleggiato

La giornata si svolge, nuovamente, sotto l'insegna dei problemi della Honda. Nuova sostituzione dell'unità motrice (la quinta in queste prove invernali) con Alonso che gira, relativamente, poco. Sostituzione di motore anche per la Red Bull. La RB13 è tornata in pista nel pomeriggio. Anche la Renault accusa alcuni problemi che tagliano fuori Palmer per un paio di ore.
Tre sono le bandiere rosse di giornata, tutte nel pomeriggio: la prima per un'uscita di Räikkönen in curva 3, la seconda a fine sessione per un problema tecnico della Red Bull di Verstappen; la terza, dopo pochi secondi dalla ripresa, causata dalla Sauber di Ericsson, ad un minuto dal termine.
Miglior tempo di Bottas in 1'19"310, con gomme a mescola supermorbida. Il finlandese ottiene il miglior tempo in assoluto delle prove invernali; secondo Massa ad un decimo, con gomme ultramorbide; terzo Räikkönen ad un secondo ed un decimo, com gomme a mescola morbida.

#### Risultati
| 1  | Valtteri Bottas  | 77 | Mercedes             | 1'19"310 | 70  | Supermorbide | Supermorbide | Supermorbide |
| 2  | Felipe Massa     | 19 | Williams-Mercedes    | 1'19"420 | 63  | Ultramorbide | Ultramorbide | Ultramorbide |
| 3  | Kimi Räikkönen   | 7  | Ferrari              | 1'20"406 | 53  | Morbide      | Morbide      | Morbide      |
| 4  | Max Verstappen   | 33 | Red Bull-TAG Heuer   | 1'20"432 | 102 | Morbide      | Morbide      | Morbide      |
| 5  | Lance Stroll     | 18 | Williams-Mercedes    | 1'20"579 | 59  | Supermorbide | Supermorbide | Supermorbide |
| 6  | Lewis Hamilton   | 44 | Mercedes             | 1'20"702 | 79  | Morbide      | Morbide      | Morbide      |
| 7  | Nico Hülkenberg  | 27 | Renault              | 1'21"213 | 61  | Supermorbide | Supermorbide | Supermorbide |
| 8  | Sergio Pérez     | 11 | Force India-Mercedes | 1'21"297 | 100 | Supermorbide | Supermorbide | Supermorbide |
| 9  | Carlos Sainz Jr. | 55 | Toro Rosso-Renault   | 1'21"872 | 92  | Morbide      | Morbide      | Morbide      |
| 10 | Romain Grosjean  | 8  | Haas-Ferrari         | 1'21"887 | 96  | Ultramorbide | Ultramorbide | Ultramorbide |
| 11 | Pascal Wehrlein  | 94 | Sauber-Ferrari       | 1'23"000 | 59  | Morbide      | Morbide      | Morbide      |
| 12 | Fernando Alonso  | 14 | McLaren-Honda        | 1'23"041 | 46  | Morbide      | Morbide      | Morbide      |
| 13 | Marcus Ericsson  | 9  | Sauber-Ferrari       | 1'23"384 | 47  | Morbide      | Morbide      | Morbide      |
| 14 | Jolyon Palmer    | 30 | Renault              | 1'24"774 | 29  | Morbide      | Morbide      | Morbide      |

#### Giri per squadra
| Pos | Squadra              | Pilota/i                        | Giri |
| --- | -------------------- | ------------------------------- | ---- |
| 1   | Mercedes             | Valtteri Bottas Lewis Hamilton  | 149  |
| 2   | Williams-Mercedes    | Felipe Massa Lance Stroll       | 122  |
| 3   | Sauber-Ferrari       | Pascal Wehrlein Marcus Ericsson | 106  |
| 4   | Red Bull-TAG Heuer   | Max Verstappen                  | 102  |
| 5   | Force India-Mercedes | Sergio Pérez                    | 100  |
| 6   | Haas-Ferrari         | Romain Grosjean                 | 96   |
| 7   | Toro Rosso-Renault   | Carlos Sainz Jr.                | 92   |
| 8   | Renault              | Nico Hülkenberg Jolyon Palmer   | 90   |
| 9   | Ferrari              | Kimi Räikkönen                  | 53   |
| 10  | McLaren-Honda        | Fernando Alonso                 | 46   |

### Resoconto terza giornata
- Meteo: soleggiato

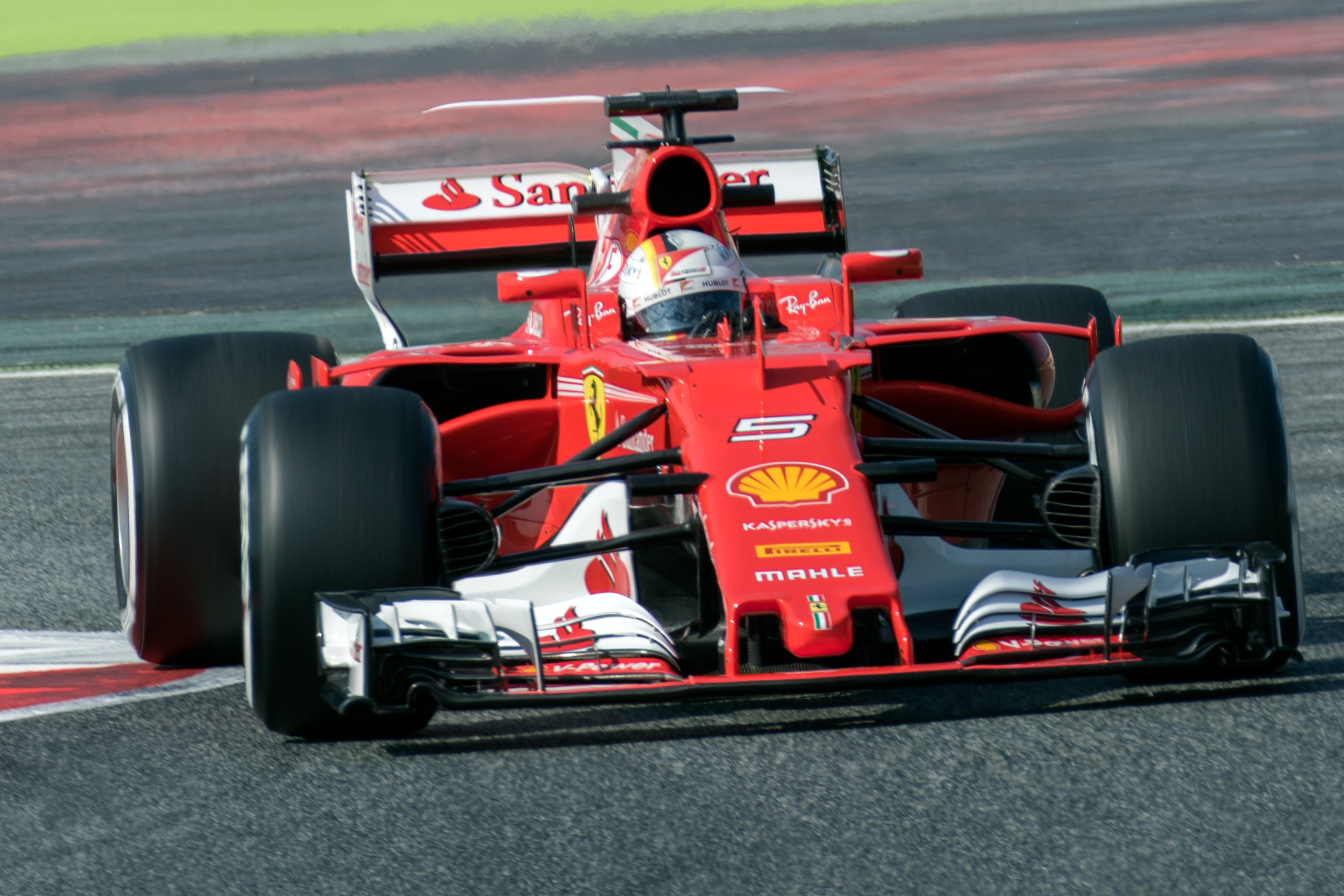
Sebastian Vettel ottiene il miglior tempo della terza giornata, al volante della Ferrari SF70H.

La terza giornata vede, ancora una volta, la sostituzione del motore Honda sulla McLaren (la sesta utilizzata fino ad ora). Fino a questo momento, mai la McLaren è riuscita a ottenere 100 giri in un giorno di prove, al pari della Toro Rosso ma, questi ultimi, hanno una media giri di 65 (compreso il quarto giorno, dove ha effettuato solo un giro), contro una media di 55 giri della squadra di Woking.
Quattro le bandiere rosse di giornata: due in mattinata, entrambe causate da Vandoorne; nel pomeriggio, prima la fermata di Kvjat, poi quella di Palmer.
La Red Bull, ma in generale i motorizzati Renault, utilizzano il loro propulsore in modalità depotenziata, per via di problemi di affidabilità. Vettel e Ricciardo provano una simulazione gara, interrotte, solo da Kvjat, per il tedesco, anche da Palmer, per l'australiano.
Vettel ottiene il miglior tempo in 1'19"024, con gomme ultramorbide. Da segnalare un crono di soli 3 decimi più lento ottenuto con gomme e mescola morbida; secondo Hamilton a 3 decimi, sempre con gomme ultramorbide; terzo Ocon ad un secondo e un decimo, con gomme ultramorbide.

#### Risultati
| 1  | Sebastian Vettel  | 5  | Ferrari              | 1'19"024 | 156 | Ultramorbide | Ultramorbide | Ultramorbide |
| 2  | Lewis Hamilton    | 44 | Mercedes             | 1'19"352 | 52  | Ultramorbide | Ultramorbide | Ultramorbide |
| 3  | Esteban Ocon      | 31 | Force India-Mercedes | 1'20"161 | 137 | Ultramorbide | Ultramorbide | Ultramorbide |
| 4  | Daniil Kvjat      | 26 | Toro Rosso-Renault   | 1'20"416 | 94  | Supermorbide | Supermorbide | Supermorbide |
| 5  | Kevin Magnussen   | 20 | Haas-Ferrari         | 1'20"504 | 119 | Ultramorbide | Ultramorbide | Ultramorbide |
| 6  | Daniel Ricciardo  | 3  | Red Bull-TAG Heuer   | 1'20"824 | 128 | Morbide      | Morbide      | Morbide      |
| 7  | Stoffel Vandoorne | 2  | McLaren-Honda        | 1'21"348 | 48  | Ultramorbide | Ultramorbide | Ultramorbide |
| 8  | Valtteri Bottas   | 77 | Mercedes             | 1'21"819 | 95  | Morbide      | Morbide      | Morbide      |
| 9  | Pascal Wehrlein   | 94 | Sauber-Ferrari       | 1'22"347 | 44  | Supermorbide | Supermorbide | Supermorbide |
| 10 | Jolyon Palmer     | 30 | Renault              | 1'22"418 | 53  | Morbide      | Morbide      | Morbide      |
| 11 | Marcus Ericsson   | 9  | Sauber-Ferrari       | 1'23"330 | 88  | Morbide      | Morbide      | Morbide      |
| 12 | Felipe Massa      | 19 | Williams-Mercedes    | 1'24"443 | 80  | Medie        | Medie        | Medie        |
| 13 | Lance Stroll      | 18 | Williams-Mercedes    | 1'24"863 | 85  | Morbide      | Morbide      | Morbide      |

#### Giri per squadra
| Pos | Squadra              | Pilota/i                        | Giri |
| --- | -------------------- | ------------------------------- | ---- |
| 1   | Williams-Mercedes    | Felipe Massa Lance Stroll       | 165  |
| 2   | Ferrari              | Sebastian Vettel                | 156  |
| 3   | Mercedes             | Lewis Hamilton Valtteri Bottas  | 147  |
| 4   | Force India-Mercedes | Esteban Ocon                    | 137  |
| 5   | Sauber-Ferrari       | Pascal Wehrlein Marcus Ericsson | 132  |
| 6   | Red Bull-TAG Heuer   | Daniel Ricciardo                | 128  |
| 7   | Haas-Ferrari         | Kevin Magnussen                 | 119  |
| 8   | Toro Rosso-Renault   | Daniil Kvjat                    | 94   |
| 9   | Renault              | Jolyon Palmer                   | 53   |
| 10  | McLaren-Honda        | Stoffel Vandoorne               | 48   |

### Resoconto quarta giornata
- Meteo: soleggiato

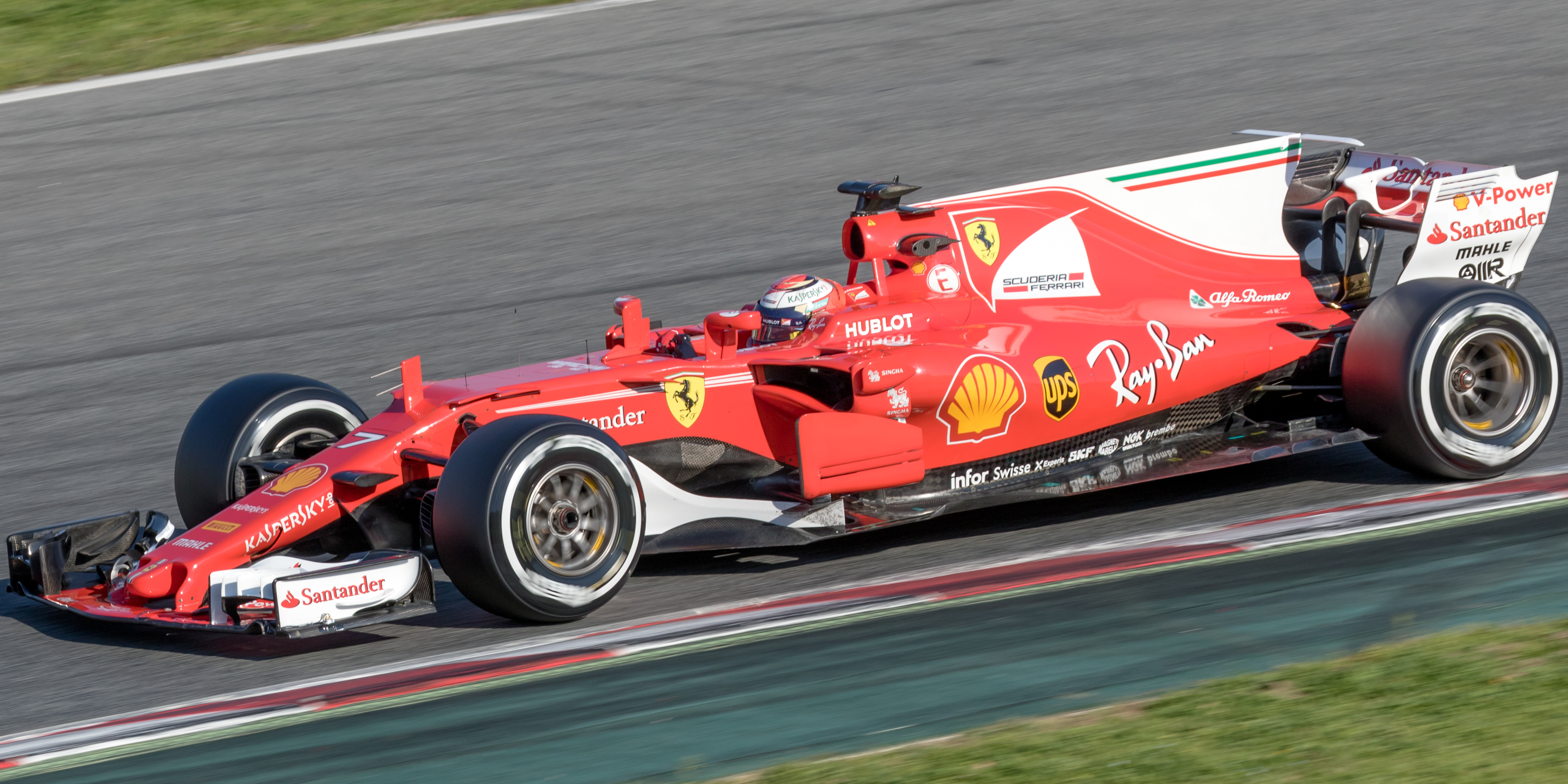
Con la SF70H Kimi Räikkönen stabilisce nella quarta giornata il miglior tempo di tutti i test stagionali nonché nuovo record del tracciato catalano.

L'ultima giornata di prove pre-campionato si svolge all'insegna dei tempi cronometrati, nella frazione mattutina e sul passo gara, nella frazione pomeridiana.
Sono ben sei le bandiere rosse esposte in questa giornata: due causate da Alonso; due da Grosjean; una da Räikkönen e l'ultima da Sainz.
Il lavoro della Red Bull, con Verstappen, viene rallentato da un problema alla turbina, che causa la perdita di diversi minuti. Il problema riscontrato da Räikkönen è causato da un malfunzionamento elettrico, riparato in pochi minuti.
La Mercedes supera la soglia dei 1000 giri percorsi. La Ferrari ha completato gli otto giorni di prove con un'unica unità motrice. La Mercedes è l'unica squadra ad aver alternato i suoi piloti in tutte le giornate di prove. Con i 132 giri di Sainz, la Toro Rosso lascia il triste primato alla McLaren, come unica squadra a non aver completato, sempre, una giornata di prove con, almeno, 100 giri percorsi.
Räikkönen ottiene il miglior tempo in 1'18"634, con gomme a mescola supermorbida. Questo è anche il miglior riferimento cronometrico in assoluto, sia delle prove, sia come primato del tracciato; Verstappen è secondo a 8 decimi dal pilota della Ferrari, con gomme supermorbide; terzo Sainz ad 1 secondo e 2 decimi da Räikkönen, con gomme supermorbide.
Le prove invernali pre-stagione, sono concluse, il successivo appuntamento, a stagione avviata, è il 18 e 19 aprile, sul circuito di Sakhir, in Bahrein.

#### Risultati
| 1  | Kimi Räikkönen   | 7  | Ferrari              | 1'18"634 | 111 | Supermorbide | Supermorbide | Supermorbide |
| 2  | Max Verstappen   | 33 | Red Bull-TAG Heuer   | 1'19"438 | 71  | Supermorbide | Supermorbide | Supermorbide |
| 3  | Carlos Sainz Jr. | 55 | Toro Rosso-Renault   | 1'19"837 | 132 | Supermorbide | Supermorbide | Supermorbide |
| 4  | Valtteri Bottas  | 77 | Mercedes             | 1'19"845 | 53  | Supermorbide | Supermorbide | Supermorbide |
| 5  | Lewis Hamilton   | 44 | Mercedes             | 1'19"850 | 54  | Ultramorbide | Ultramorbide | Ultramorbide |
| 6  | Nico Hülkenberg  | 27 | Renault              | 1'19"885 | 45  | Ultramorbide | Ultramorbide | Ultramorbide |
| 7  | Sergio Pérez     | 11 | Force India-Mercedes | 1'20"116 | 128 | Ultramorbide | Ultramorbide | Ultramorbide |
| 8  | Jolyon Palmer    | 30 | Renault              | 1'20"205 | 43  | Ultramorbide | Ultramorbide | Ultramorbide |
| 9  | Lance Stroll     | 18 | Williams-Mercedes    | 1'20"335 | 132 | Morbide      | Morbide      | Morbide      |
| 10 | Romain Grosjean  | 8  | Haas-Ferrari         | 1'21"110 | 76  | Ultramorbide | Ultramorbide | Ultramorbide |
| 11 | Fernando Alonso  | 14 | McLaren-Honda        | 1'21"389 | 43  | Supermorbide | Supermorbide | Supermorbide |
| 12 | Marcus Ericsson  | 9  | Sauber-Ferrari       | 1'21"670 | 59  | Supermorbide | Supermorbide | Supermorbide |
| 13 | Pascal Wehrlein  | 94 | Sauber-Ferrari       | 1'23"527 | 42  | Morbide      | Morbide      | Morbide      |

#### Giri per squadra
| Pos | Squadra              | Pilota/i                        | Giri |
| --- | -------------------- | ------------------------------- | ---- |
| 1   | Williams-Mercedes    | Lance Stroll                    | 132  |
| 2   | Toro Rosso-Renault   | Carlos Sainz Jr.                | 132  |
| 3   | Force India-Mercedes | Sergio Pérez                    | 128  |
| 4   | Ferrari              | Kimi Räikkönen                  | 111  |
| 5   | Mercedes             | Valtteri Bottas Lewis Hamilton  | 107  |
| 6   | Sauber-Ferrari       | Marcus Ericsson Pascal Wehrlein | 101  |
| 7   | Renault              | Nico Hülkenberg Jolyon Palmer   | 88   |
| 8   | Haas-Ferrari         | Romain Grosjean                 | 76   |
| 9   | Red Bull-TAG Heuer   | Max Verstappen                  | 71   |
| 10  | McLaren-Honda        | Fernando Alonso                 | 43   |

### Riassunto seconda quattro giorni di prove

#### Migliori tempi per squadra
| Pos | Squadra              | Pilota            | Nº | Tempo    | Gomme        | Giorno |
| --- | -------------------- | ----------------- | -- | -------- | ------------ | ------ |
| 1   | Ferrari              | Kimi Räikkönen    | 7  | 1'18"634 | Supermorbide | 4      |
| 2   | Mercedes             | Valtteri Bottas   | 77 | 1'19"310 | Supermorbide | 2      |
| 3   | Williams-Mercedes    | Felipe Massa      | 19 | 1'19"420 | Ultramorbide | 2      |
| 4   | Red Bull-TAG Heuer   | Max Verstappen    | 33 | 1'19"438 | Supermorbide | 4      |
| 5   | Toro Rosso-Renault   | Carlos Sainz Jr.  | 55 | 1'19"837 | Ultramorbide | 4      |
| 6   | Renault              | Nico Hülkenberg   | 27 | 1'19"885 | Ultramorbide | 4      |
| 7   | Force India-Mercedes | Sergio Pérez      | 11 | 1'20"116 | Ultramorbide | 4      |
| 8   | Haas-Ferrari         | Kevin Magnussen   | 20 | 1'20"504 | Ultramorbide | 3      |
| 9   | McLaren-Honda        | Stoffel Vandoorne | 2  | 1'21"348 | Ultramorbide | 3      |
| 10  | Sauber-Ferrari       | Marcus Ericsson   | 9  | 1'21"670 | Supermorbide | 4      |

#### Giri complessivi per squadra
| Pos | Squadra              | Pilota/i                          | Giri |
| --- | -------------------- | --------------------------------- | ---- |
| 1   | Williams-Mercedes    | Felipe Massa Lance Stroll         | 587  |
| 2   | Mercedes             | Lewis Hamilton Valtteri Bottas    | 538  |
| 3   | Force India-Mercedes | Sergio Pérez Esteban Ocon         | 507  |
| 4   | Ferrari              | Sebastian Vettel Kimi Räikkönen   | 488  |
| 5   | Sauber-Ferrari       | Marcus Ericsson Pascal Wehrlein   | 439  |
| 6   | Toro Rosso-Renault   | Carlos Sainz Jr. Daniil Kvjat     | 401  |
| 7   | Red Bull-TAG Heuer   | Daniel Ricciardo Max Verstappen   | 390  |
| 8   | Haas-Ferrari         | Romain Grosjean Kevin Magnussen   | 372  |
| 9   | Renault              | Nico Hülkenberg Jolyon Palmer     | 304  |
| 10  | McLaren-Honda        | Fernando Alonso Stoffel Vandoorne | 217  |

## Test di Sakhir

### Formazione piloti
| Team        | 18 aprile          | 19 aprile         |
| ----------- | ------------------ | ----------------- |
| Mercedes    | Lewis Hamilton     | Valtteri Bottas   |
| Red Bull    | Daniel Ricciardo   | Pierre Gasly      |
| Ferrari     | Antonio Giovinazzi | Sebastian Vettel  |
| Ferrari     | Sebastian Vettel   | Sebastian Vettel  |
| Force India | Alfonso Celis Jr.  | Esteban Ocon      |
| Force India | Alfonso Celis Jr.  | Sergio Pérez      |
| Williams    | Lance Stroll       | Gary Paffett      |
| Williams    | Felipe Massa       | Gary Paffett      |
| McLaren     | Oliver Turvey      | Stoffel Vandoorne |
| Toro Rosso  | Sean Gelael        | Daniil Kvjat      |
| Toro Rosso  | Sean Gelael        | Carlos Sainz Jr.  |
| Haas        | Romain Grosjean    | Kevin Magnussen   |
| Renault     | Nico Hülkenberg    | Sergej Sirotkin   |
| Sauber      | Marcus Ericsson    | Pascal Wehrlein   |

### Resoconto prima giornata
- Meteo: soleggiato

#### Risultati
| Pos | Pilota             | Squadra                   | Tempo    | Gap    | Giri |
| --- | ------------------ | ------------------------- | -------- | ------ | ---- |
| 1   | Lewis Hamilton     | Mercedes                  | 1'31"358 |        | 97   |
| 2   | Antonio Giovinazzi | Ferrari                   | 1'31"984 | +0"626 | 93   |
| 3   | Daniel Ricciardo   | Red Bull Racing-TAG Heuer | 1'32"349 | +0"991 | 45   |
| 4   | Romain Grosjean    | Haas-Ferrari              | 1'32"452 | +1"094 | 87   |
| 5   | Felipe Massa       | Williams-Mercedes         | 1'32"509 | +1"151 | 56   |
| 6   | Nico Hülkenberg    | Renault                   | 1'33"624 | +2"266 | 74   |
| 7   | Lance Stroll       | Williams-Mercedes         | 1'33"729 | +2"371 | 35   |
| 8   | Sean Gelael        | Toro Rosso                | 1'33"885 | +2"527 | 78   |
| 9   | Sebastian Vettel   | Ferrari                   | 1'33"894 | +2"536 | 89   |
| 10  | Alfonso Celis Jr.  | Force India-Mercedes      | 1'33"939 | +2"581 | 71   |
| 11  | Marcus Ericsson    | Sauber-Ferrari            | 1'34"550 | +3"192 | 106  |
| 12  | Oliver Turvey      | McLaren-Honda             | 1'35"011 | +3"653 | 17   |

#### Giri per squadra
| Pos | Squadra              | Pilota/i                            | Giri |
| --- | -------------------- | ----------------------------------- | ---- |
| 1   | Ferrari              | Sebastian Vettel Antonio Giovinazzi | 182  |
| 2   | Sauber-Ferrari       | Marcus Ericsson                     | 106  |
| 3   | Mercedes             | Lewis Hamilton                      | 97   |
| 4   | Williams-Mercedes    | Felipe Massa Lance Stroll           | 91   |
| 5   | Haas-Ferrari         | Romain Grosjean                     | 87   |
| 6   | Toro Rosso           | Sean Gelael                         | 78   |
| 7   | Renault              | Nico Hülkenberg                     | 74   |
| 8   | Force India-Mercedes | Alfonso Celis Jr.                   | 71   |
| 9   | Red Bull-TAG Heuer   | Daniel Ricciardo                    | 45   |
| 10  | McLaren-Honda        | Oliver Turvey                       | 17   |

### Resoconto seconda giornata
- Meteo: soleggiato

#### Risultati
| Pos | Pilota            | Squadra                   | Tempo    | Gap    | Giri |
| --- | ----------------- | ------------------------- | -------- | ------ | ---- |
| 1   | Valtteri Bottas   | Mercedes                  | 1'31"280 |        | 143  |
| 2   | Sebastian Vettel  | Ferrari                   | 1'31"574 | +0"294 | 64   |
| 3   | Carlos Sainz Jr.  | Toro Rosso                | 1'31"884 | +0"604 | 68   |
| 4   | Stoffel Vandoorne | McLaren-Honda             | 1'32"108 | +0"828 | 81   |
| 5   | Kevin Magnussen   | Haas-Ferrari              | 1'32"120 | +0"840 | 88   |
| 6   | Esteban Ocon      | Force India-Mercedes      | 1'32"142 | +0"862 | 60   |
| 7   | Daniil Kvjat      | Toro Rosso                | 1'32"213 | +0"933 | 61   |
| 8   | Gary Paffett      | Williams-Mercedes         | 1'32"253 | +0"973 | 126  |
| 9   | Sergej Sirotkin   | Renault                   | 1'32"287 | +1"007 | 90   |
| 10  | Pierre Gasly      | Red Bull Racing-TAG Heuer | 1'32"568 | +1"288 | 65   |
| 11  | Pascal Wehrlein   | Sauber-Ferrari            | 1'34"462 | +3"182 | 91   |
| 12  | Sergio Pérez      | Force India-Mercedes      | 1'35"015 | +3"735 | 70   |

#### Giri per squadra
| Pos | Squadra              | Pilota/i                      | Giri |
| --- | -------------------- | ----------------------------- | ---- |
| 1   | Mercedes             | Valtteri Bottas               | 143  |
| 2   | Force India-Mercedes | Esteban Ocon Sergio Pérez     | 130  |
| 3   | Toro Rosso           | Carlos Sainz Jr. Daniil Kvjat | 129  |
| 4   | Williams-Mercedes    | Gary Paffett                  | 126  |
| 5   | Sauber-Ferrari       | Pascal Wehrlein               | 91   |
| 6   | Renault              | Sergej Sirotkin               | 90   |
| 7   | Haas-Ferrari         | Kevin Magnussen               | 88   |
| 8   | McLaren-Honda        | Stoffel Vandoorne             | 81   |
| 9   | Red Bull-TAG Heuer   | Pierre Gasly                  | 65   |
| 10  | Ferrari              | Sebastian Vettel              | 64   |

## Test di Mogyoród

### Formazione piloti
| Team        | 1º agosto         | 2 agosto            |
| ----------- | ----------------- | ------------------- |
| Mercedes    | Valtteri Bottas   | George Russell      |
| Mercedes    | George Russell    | George Russell      |
| Red Bull    | Max Verstappen    | Pierre Gasly        |
| Ferrari     | Charles Leclerc   | Sebastian Vettel    |
| Ferrari     | Charles Leclerc   | Kimi Räikkönen      |
| Force India | Nikita Mazepin    | Nikita Mazepin      |
| Force India | Lucas Auer        |                     |
| Williams    | Lance Stroll      | Luca Ghiotto        |
| McLaren     | Stoffel Vandoorne | Lando Norris        |
| Toro Rosso  | Sean Gelael       | Carlos Sainz Jr.    |
| Toro Rosso  | Sean Gelael       | Daniil Kvjat        |
| Haas        | Santino Ferrucci  | Santino Ferrucci    |
| Renault     | Nicholas Latifi   | Robert Kubica       |
| Sauber      | Gustav Malja      | Nobuharu Matsushita |

### Resoconto prima giornata
- Meteo: soleggiato

#### Risultati
| Pos | Pilota            | Squadra                   | Tempo    | Gap    | Giri |
| --- | ----------------- | ------------------------- | -------- | ------ | ---- |
| 1   | Charles Leclerc   | Ferrari                   | 1'17"746 |        | 98   |
| 2   | Stoffel Vandoorne | McLaren-Honda             | 1'17"834 | +0"088 | 71   |
| 3   | Valtteri Bottas   | Mercedes                  | 1'18"732 | +0"986 | 155  |
| 4   | George Russell    | Mercedes                  | 1'19"231 | +1"485 | 119  |
| 5   | Lance Stroll      | Williams-Mercedes         | 1'19"866 | +2"120 | 137  |
| 6   | Nikita Mazepin    | Force India-Mercedes      | 1'19"910 | +2"164 | 52   |
| 7   | Nicholas Latifi   | Renault                   | 1'20"302 | +2"556 | 53   |
| 8   | Sean Gelael       | Toro Rosso                | 1'20"341 | +2"595 | 100  |
| 9   | Lucas Auer        | Force India-Mercedes      | 1'20"563 | +2"817 | 53   |
| 10  | Santino Ferrucci  | Haas-Ferrari              | 1'21"185 | +3"439 | 101  |
| 11  | Max Verstappen    | Red Bull Racing-TAG Heuer | 1'21"228 | +3"482 | 58   |
| 12  | Gustav Malja      | Sauber-Ferrari            | 1'21"503 | +3"757 | 108  |

#### Giri per squadra
| Pos | Squadra              | Pilota/i                       | Giri |
| --- | -------------------- | ------------------------------ | ---- |
| 1   | Mercedes             | Valtteri Bottas George Russell | 274  |
| 2   | Williams-Mercedes    | Lance Stroll                   | 137  |
| 3   | Sauber-Ferrari       | Gustav Malja                   | 108  |
| 4   | Force India-Mercedes | Nikita Mazepin Lucas Auer      | 105  |
| 5   | Haas-Ferrari         | Santino Ferrucci               | 101  |
| 6   | Toro Rosso           | Sean Gelael                    | 100  |
| 7   | Ferrari              | Charles Leclerc                | 98   |
| 8   | McLaren-Honda        | Stoffel Vandoorne              | 71   |
| 9   | Red Bull-TAG Heuer   | Max Verstappen                 | 58   |
| 10  | Renault              | Nicholas Latifi                | 53   |

### Resoconto seconda giornata
- Meteo: soleggiato

#### Risultati
| Pos | Pilota              | Squadra                   | Tempo    | Gap    | Giri |
| --- | ------------------- | ------------------------- | -------- | ------ | ---- |
| 1   | Sebastian Vettel    | Ferrari                   | 1'17"124 |        | 40   |
| 2   | Lando Norris        | McLaren-Honda             | 1'17"385 | +0"261 | 91   |
| 3   | Kimi Räikkönen      | Ferrari                   | 1'17"842 | +0"718 | 60   |
| 4   | Robert Kubica       | Renault                   | 1'18"572 | +1"448 | 142  |
| 5   | Carlos Sainz Jr.    | Toro Rosso                | 1'18"850 | +1"726 | 68   |
| 6   | Daniil Kvjat        | Toro Rosso                | 1'19"116 | +1"992 | 54   |
| 7   | Lucas Auer          | Force India-Mercedes      | 1'19"242 | +2"118 | 49   |
| 8   | George Russell      | Mercedes                  | 1'19"391 | +2"267 | 90   |
| 9   | Nikita Mazepin      | Force India-Mercedes      | 1'19"692 | +2"568 | 48   |
| 10  | Pierre Gasly        | Red Bull Racing-TAG Heuer | 1'20"337 | +3"213 | 107  |
| 11  | Luca Ghiotto        | Williams-Mercedes         | 1'20"414 | +3"290 | 161  |
| 12  | Santino Ferrucci    | Haas-Ferrari              | 1'20"994 | +3"870 | 116  |
| 13  | Nobuharu Matsushita | Sauber-Ferrari            | 1'21"998 | +4"874 | 121  |

#### Giri per squadra
| Pos | Squadra              | Pilota/i                        | Giri |
| --- | -------------------- | ------------------------------- | ---- |
| 1   | Williams-Mercedes    | Luca Ghiotto                    | 161  |
| 2   | Renault              | Robert Kubica                   | 142  |
| 3   | Toro Rosso           | Carlos Sainz Jr. Daniil Kvjat   | 122  |
| 4   | Sauber-Ferrari       | Nobuharu Matsushita             | 121  |
| 5   | Haas-Ferrari         | Santino Ferrucci                | 116  |
| 6   | Red Bull-TAG Heuer   | Pierre Gasly                    | 107  |
| 7   | Ferrari              | Sebastian Vettel Kimi Räikkönen | 100  |
| 8   | Force India-Mercedes | Lucas Auer Nikita Mazepin       | 97   |
| 9   | McLaren-Honda        | Lando Norris                    | 91   |
| 10  | Mercedes             | George Russell                  | 90   |

## Test Pirelli
La Pirelli ha annunciato dieci date in cui i team si alterneranno su circuiti diversi per testare gli pneumatici della stagione 2018. All'ultima sessione parteciperanno tutte e tre le scuderie.

### Date, piste e piloti
| Data                   | Circuito          | Team        | Pneumatici | 1ª giornata                          | 2ª giornata                          |
| ---------------------- | ----------------- | ----------- | ---------- | ------------------------------------ | ------------------------------------ |
| 18-19 aprile           | Sakhir            | Ferrari     | Slick      | Antonio Giovinazzi                   | Sebastian Vettel                     |
| 16-17 maggio           | Barcellona        | Renault     | Slick      | Jolyon Palmer                        | Nicholas Latifi                      |
| 16-17 maggio           | Barcellona        | Toro Rosso  | Slick      |                                      |                                      |
| 31 maggio-1º giugno    | Paul Ricard       | Red Bull    | Wet        |                                      |                                      |
| 29-30 giugno           | Paul Ricard       | Red Bull    | Slick      | Sébastien Buemi                      | Sébastien Buemi                      |
| 18-19 luglio           | Silverstone       | Haas        | Slick      | Antonio Giovinazzi                   | Antonio Giovinazzi                   |
| 18-19 luglio           | Silverstone       | Williams    | Slick      | Lance Stroll                         | Lance Stroll                         |
| 19-20 luglio           | Magny-Cours       | McLaren     | Wet        | Stoffel Vandoorne                    | Stoffel Vandoorne                    |
| 1º-2 agosto            | Mogyoród          | Mercedes    | Slick      | Valtteri Bottas e George Russell     | George Russell                       |
| 3-4 agosto             | Barcellona        | Ferrari     | Slick      | Antonio Giovinazzi e Charles Leclerc | Antonio Giovinazzi e Charles Leclerc |
| 7-8 settembre          | Paul Ricard       | Mercedes    | Slick      | Lewis Hamilton                       | Valtteri Bottas                      |
| 31 ottobre-1º novembre | Città del Messico | Force India | Slick      | Alfonso Celis Jr.                    |                                      |
| 31 ottobre-1º novembre | Città del Messico | Sauber      | Slick      | Charles Leclerc                      | Charles Leclerc                      |
| 14-15 novembre         | Interlagos        | McLaren     | Slick      | Cancellato                           | Cancellato                           |